# رود هینو
رودخانه هینو (به لاتین: Hino River) یک رود در ژاپن است که در استان توتوری واقع شده‌است.